# Friedrich Attenhuber
Friedrich Attenhuber (né le 19 février 1877 à Burghausen, Altötting, Haute-Bavière, et mort le 17 décembre 1947 à Kreuth, Miesbach, Haute-Bavière) est un artiste peintre allemand. Il est surtout connu pour avoir réalisé l'édification et la décoration du château de Ringberg en Haute-Bavière.
Sa palette reflète, au fil du temps, tous les changements de l'art au cours des périodes couvrant l'historicisme tardif, l'Art nouveau, l'Art déco, les styles régionaux, le néo-classicisme, le modernisme et le national-socialiste-classicisme.

## Biographie

### Origines et formation
Né en 1877, Friedrich est le fils de Sofie Rahn, ouvrière d'usine, célibataire. Lorsque sa mère se marie en 1882 avec Johann Attenhuber, conducteur de trains, ce dernier donne son nom à Friedrich, âgé de cinq ans, ainsi qu'à son frère cadet. Friedrich a grandi dans le quartier ouvrier de Munich nommé Schwanthalerhöhe, dans la Schießstättstraße. À partir d'avril 1898, Friedrich Attenhuber, 21 ans, étudie à l'Académie des beaux-arts de Munich. 
Dès 1904, Attenhuber est remarqué par les artistes de la Sécession berlinoise qui l'invitent à les rejoindre. Par l'intermédiaire du peintre munichois Ludwig von Herterich, Attenhuber entre également en contact avec Max Liebermann. Il fréquente aussi Lovis Corinth et expose, en 1904, deux toiles lors de l'exposition de la Berliner Secession. Recommandé par Ludwig von Herterich, de l'école de Munich, Attenhuber ouvre son propre atelier à Munich en 1909.

### Rencontre avec le duc Luitpold Emanuel en Bavière

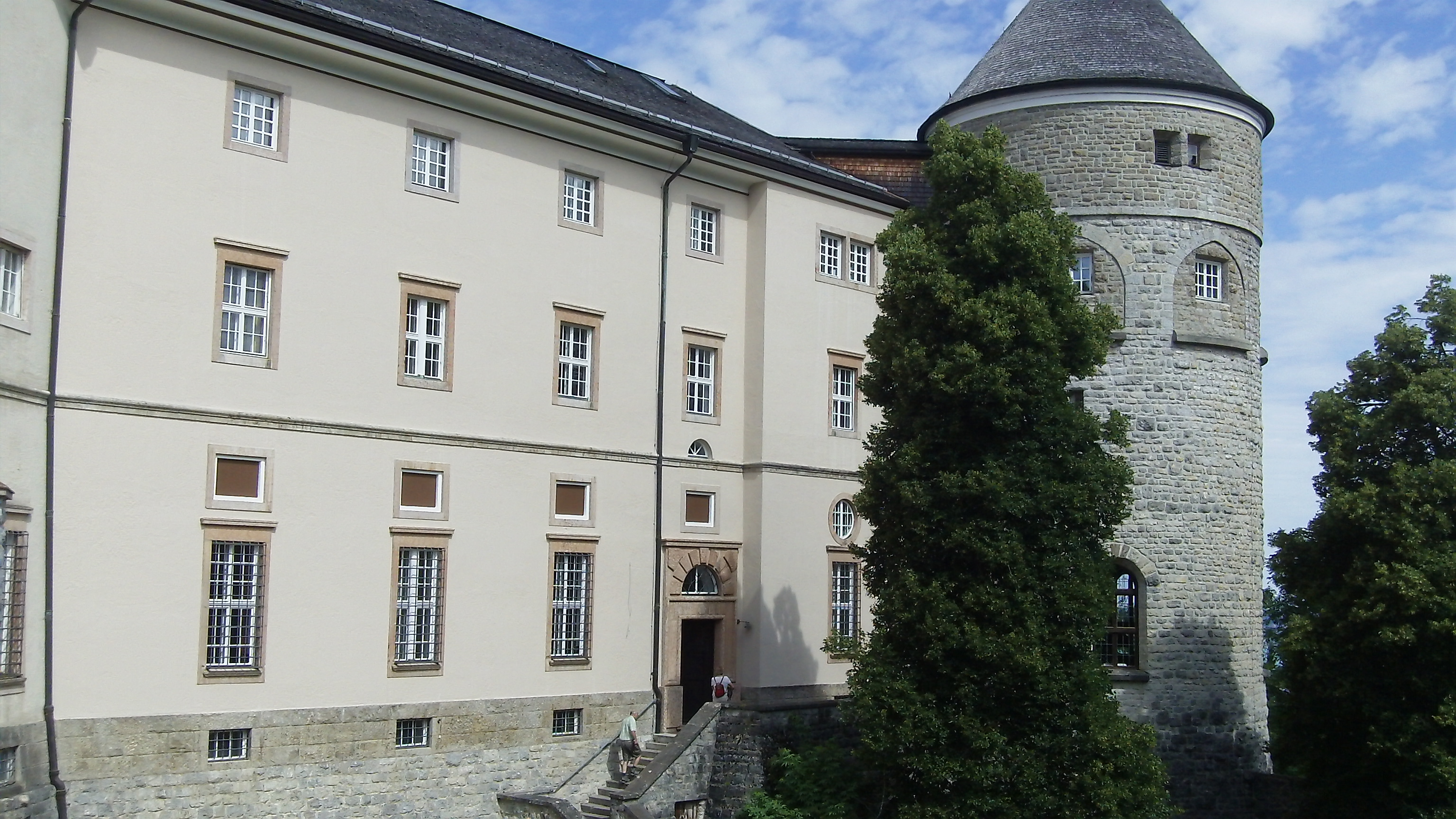
Vue du château de Ringberg en 2015.

Attenhuber travaille d'abord comme professeur de peinture et dispense des cours, notamment, à partir de 1910, au duc Luitpold Emanuel. Sa rencontre avec le duc Luitpold Emanuel en Bavière (1890-1973) s'avère décisive pour le reste de sa vie. En 1910, il accompagne le duc lors de nombreux voyages en Europe, Asie mineure et pays méditerranéens. Il devient finalement l'architecte et le peintre du bâtiment de l'ambitieux projet de construction de Luitpold Emanuel : le château de Ringberg à Kreuth.
Tout à Ringberg est conçu et réalisé par Attenhuber lui-même, de l'architecture à la décoration intérieure, en passant par les peintures. Il reflète de manière impressionnante tous les changements de l'art au cours des périodes couvrant l'historicisme tardif, l'Art nouveau, l'Art déco, les styles régionaux, le néo-classicisme, le modernisme et le national-socialiste-classicisme.
En 1930, Attenhuber ferme son atelier munichois afin de s'installer de façon permanente dans le palais bavarois toujours en travaux. Il modifie son style pictural en abandonnant l'impressionniste en faveur du réalisme, ayant trouvé ses modèles dans les fermes autour de Tegernsee. Attenhuber a composé ses tableaux généreusement, peint avec brio, écrit l'historienne de l'art Helga Himen. « L'intégration dans une approche post-impressionniste de la peinture correspond à son orientation vers les colonies d'artistes de Chiemsee et de Wessling. la précision photographique a remplacé l'expression spontanée. Cela est particulièrement vrai des images qui font partie de l'intérieur du château de Ringberg. On a l'impression que l'expressivité artistique d'Attenhuber s'est de plus en plus figée au fil du temps».

### Une relation devenue délétère

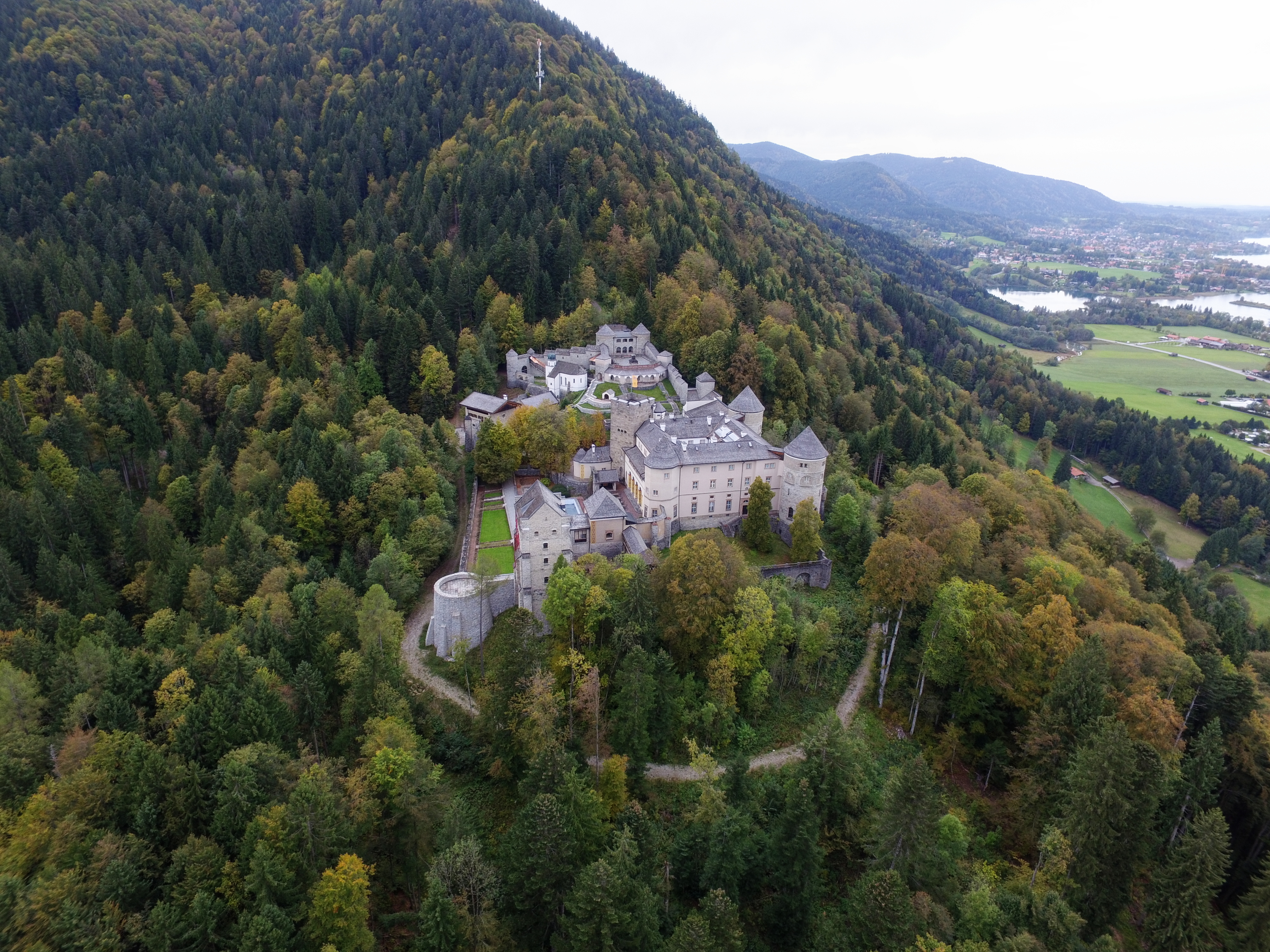
Vue aérienne du château de Ringberg en 2016.

Dans les années 1930, les relations entre les deux hommes se dégradent dramatiquement. Au cours des premières années de leur relation, le duc et Attenhuber étaient en bons termes, en dépit de leur statut social différent. Au fil des ans, l'amitié semble s'être lentement refroidie. Attenhuber souffrait de l'isolement dans le château reculé : il lui était interdit de prendre des commandes étrangères, les visiteurs n'étaient pas les bienvenus et ne pouvaient être reçus qu'en cuisine. Le duc avait déménagé sa résidence principale à Munich et n'était pas souvent présent au Ringberg pendant des jours. De plus, Luitpold était extrêmement intolérant, revendiquait le dernier mot sur les questions artistiques et demandait avec véhémence que ses souhaits soient exaucés rapidement. Attenhuber est devenu complètement dépendant de son client. 
De surcroît, Attenhuber s'inquiétait pour ses finances personnelles, car il ne recevait aucun paiement, ne travaillait que pour se nourrir et se loger. Le duc lui avait seulement assuré que si le château était vendu, il recevrait dix pour cent du prix de vente. Mais cela ne s'est pas produit de son vivant. En 1931, Attenhuber écrit une lettre au chef de la maison de Wittelsbach dans laquelle il dit : « Par le comportement de S.K.H. Je suis obligé de mendier auprès du duc Luitpold. Modestement, je voudrais vous demander de m'aider sur quelques points. » La lettre demeure sans réponse. Ce n'est qu'en 1945 que Luitpold accepte de payer à Attenhuber cent marks par mois en espèces. Socialement, Attenhuber était également étroitement lié au palais, car il avait perdu tous ses contacts privés et le duc ne lui permettait pas de partir.
Le 17 décembre 1947, il se jette de la plus haute tour du château. Selon Helga Himen, en repensant à sa vie, il a dû s'avouer qu'il avait sacrifié sa jeunesse à une œuvre douteuse et que son développement en tant qu'artiste et son développement personnel étaient dans une impasse,.